# Ga Paradise City
Ga Paradise City (tiếng Hàn: 파라다이스시티역) là một ga của Tàu đệm từ sân bay Incheon ở Unseo-dong, Jung-gu, Incheon, Hàn Quốc. Ban đầu, tên ga là Khu thương mại quốc tế (國際業務團地驛), nhưng Tòa thị chính thành phố Incheon đã yêu cầu đổi tên ga do sự nhầm lẫn giữa tên ga với Quận doanh nghiệp Quốc tế trên Tàu điện ngầm Incheon tuyến 1 và dự án Paradise City, và Ủy ban thảo luận về tên trạm đã xem xét nó, sau đó, tên này đã được thay đổi.

## Bố trí ga
| ↑ Hành chính phức hợp |
| \| Hướng lên          |
| Water Park ↓          |

| Hướng lên   | ● Tàu đệm từ sân bay Incheon | ← Hướng đi Nhà ga 1 sân bay Quốc tế Incheon |
| Hướng xuống | ● Tàu đệm từ sân bay Incheon | → Hướng đi Yongyu →                         |